# Mõigu
Mõigu är en stadsdel i sydöstra delen av distriktet Kesklinn i Estlands huvudstad Tallinn, med 390 invånare i januari 2017.
Stadsdelen ligger vid den sydöstra stadsgränsen, omkring fem kilometer utanför stadskärnan. Bosättningarna Mõigu och Järveküla omnämndes första gången 1241 som Møickæ och Jærgækylæ , då de tillhörde Revals slotts borglän. År 1652 skänktes de båda till Tallinns domkyrka.
Under perioden från 1669 till 1683 grundades Mõigu gård här, som 1692 skänktes till Tallinns domkyrka som hospitalgods.
Mõigu och Järveküla förstördes 1710 under stora nordiska kriget. I samband med återuppbyggnaden flyttades Mõigu gård till Järveküla bys marker, medan byn återuppstod på Mõigu gårds tidigare mark, dit även bybefolkningen flyttade men tog med sig ortnamnet. Av denna anledning ligger idag Mõigu herrgård endast hundra meter från Ülemistesjön, medan Järveküla ("sjöbyns") gård idag ligger flera kilometer från sjön.
Under andra halvan av 1700-talet skänkte kejsarinnan Katarina II av Ryssland Mõigu gård till Tallinns domkyrkoförsamling. Den anspråkslösa huvudbyggnaden i sten uppfördes omkring år 1800, men kom under 1900-talet att genomgå omfattande ombyggnader och är idag privatbostad. Flygelbyggnaderna är till större delen förfallna eller rivna. Mõigu gårds tidigare marker omfattar även en park som sträcker sig ner till Ülemistesjöns strand. 
Mõigu var fram till 1970 en självständig by, men blev därefter delvis införlivad i Tallinns stadsområde, medan återstoden tillföll Peetriküla i Rae kommun.

## Mõigu begravningsplats
I Mõigu finns en historisk begravningsplats för Tallinns domkyrkoförsamling, som huvudsakligen hade balttyska medlemmar. Anledningen var ett dekret av kejsarinnan Katarina II, som innebar ett allmänt förbud mot begravningar i kyrkobyggnader och istället påbjöd begravning på begravningsplatser utanför städernas gränser. Med denna åtgärd skulle platsbristen i kryptorna åtgärdas och smittsamma sjukdomar som pest bekämpas. 
På Mõigu begravningsplats begravdes huvudsakligen rika stadsborgare samt balttyska adliga. Här uppfördes också påkostade gravmonument, av vilka särskilt familjen Manteuffels gravkapell kan nämnas. På begravningsplatsen begravdes bland andra Paul Demetrius von Kotzebue (1810–1884) och hustrun Wilhelmine Elisabeth (1818–1902), som var dotter till Peter von Manteuffel (1768–1842). Även deras dotter Olga Anna Pauline von Rosen (1842–1931) och hennes make Konstantin Andreas Nikolaus von Rosen (1834–1915) begravdes här. Bland andra kända personer som begravts här kan nämnas Tallinnkonstnären Karl Alexander von Winkler (1860–1911) och läkaren, matematikern, fysikern och meteorologen Carl Ludwig Carpov, död 1801.
Begravningsplatsen förstördes fullständigt och jämnades med marken av de sovjetiska myndigheterna 1950 till 1951. De historiska gravstenarna användes som byggmaterial, ett öde som även drabbade de balttyska kyrkogårdarna i Kopli och Kalamaja.